# Jeunesse sans dieu (téléfilm)
Cet article concerne le téléfilm. Pour le roman, voir Jeunesse sans dieu.
Jeunesse sans dieu est un téléfilm franco-belge réalisé par Catherine Corsini, diffusé en 1996. Il s'agit d'une adaptation du roman Jeunesse sans dieu, publié en 1937 par Ödön von Horváth

## Synopsis
Dans les années 1930, le professeur de géographie d'un lycée, qui a signifié sa réprobation à un élève ayant tenu des propos racistes, se voit attaquer de toutes parts et est menacé de licenciement s'il ne se conforme pas aux idées d'intolérance prônées par les nazis.

## Fiche technique
- Titre : Jeunesse sans dieu
- Réalisation : Catherine Corsini
- Scénario : Alain Le Henry, d'après Ödön von Horváth
- Production : Marie Masmonteil, Robert Réa et Alain Tortevoix
- Musique : Ghédalia Tazartès
- Photographie : Agnès Godard
- Montage : Yann Dedet
- Pays d'origine : France - Belgique
- Tournage : en Belgique
- Format : Couleurs - 1,35:1 - Dolby - 35 mm
- Genre : Drame
- Durée : 81 minutes
- Date de sortie : 1996

## Distribution
- Marc Barbé : Pabst, l'enseignant
- Roland Amstutz : l'adjudant
- Samuel Dupuy : Zorn, l'élève Z
- Jacques Bataille : Neumann, l'élève N
- Martin Amic : Traube, l'élève T
- Pascal Cervo : Borchert
- Josse De Pauw
- Catherine Hiegel
- Estelle Perron
- Nathalie Richard